# Suensonsgade
Suensonsgade er en gade i kvarteret Nyboder i Indre By i København, der ligger mellem Store Kongensgade og Øster Voldgade. Gaden er opkaldt efter viceadmiral Edouard Suenson (1805-1887), der udmærkede sig som dansk øverstkommanderende under Slaget ved Helgoland i 1864.
Gaden er belagt med brosten og er for en stor dels vedkommende omgivet af klassiske gule toetages Nyboder-huse på begge sider. De blev opført efter tegninger af Philip de Lange, da Nyboder blev udvidet nordpå i 1750'erne. Mellem Kronprinsessegade og Rigensgade ligger plejehjemmet Nybodergaarden dog på den sydlige side. Det blev opført i 1974-1977 efter tegninger af Ib Rasmussen og Jørgen Rasmussen, der tilpassede det byggestilen i Nyboder. Ved enden mod Øster Voldgade og Rigensgade ligger der en plads, der uofficielt kaldes for Grønland efter områdets oprindeligt grønne bevoksning. I den modsatte ende mod Store Kongensgade ligger en trekantet plads mellem de to gader og Borgergade med et monument for Edouard Suenson udført af Th. Stein og opsat i 1889. Indimellem de to ligger Nyboder Plads mellem Suensonsgade, Kronprinsessegade og Hjertensfrydsgade.
Oprindeligt hed gaden Leopartlængde mellem Store Kongensgade og Borgergade, Ellephandt Gade mellem Borgergade og nuværende Kronprinsessegade og Tulipan Gade på det sidste stykke til Øster Voldgade. De to første navne var en del af en gruppe med dyrenavne og den sidste af en del med blomsternavne, begge principper stammende fra da kong Christian 4. opførte de første dele af Nyboder i 1630'erne og 1640'erne. Fra 1860'erne ønskede Københavns Magistrat og postvæsenet imidlertid at rydde op i de mange navne på korte gader ved, at gader i forlængelse af hinanden fik samme navn. I dette tilfælde blev de tre gader slået sammen til Suensonsgade i 1897. Viceadmiralen den blev opkaldt efter havde i øvrigt selv boet nærved i Borgergade.